# Indonesia International 2012
Die Indonesia International 2012 im Badminton fanden vom 2. bis zum 7. Juli 2012 in Surabaya statt.

## Sieger und Platzierte
| Disziplin    | Gold                                    | Silber                                                | Bronze                               |
| ------------ | --------------------------------------- | ----------------------------------------------------- | ------------------------------------ |
| Herreneinzel | Alamsyah Yunus                          | Wisnu Yuli Prasetyo                                   | Arif Abdul Latif                     |
| Herreneinzel | Alamsyah Yunus                          | Wisnu Yuli Prasetyo                                   | Riyanto Subagja                      |
| Dameneinzel  | Desi Hera                               | Bae Seung-hee                                         | Bellaetrix Manuputty                 |
| Dameneinzel  | Desi Hera                               | Bae Seung-hee                                         | Maziyyah Nadhir                      |
| Herrendoppel | Ricky Karanda Suwardi Muhammad Ulinnuha | Yonathan Suryatama Dasuki Hendra Gunawan              | Heo Hoon-hoi Lee Jae-jin             |
| Herrendoppel | Ricky Karanda Suwardi Muhammad Ulinnuha | Yonathan Suryatama Dasuki Hendra Gunawan              | Andrei Adistia Christopher Rusdianto |
| Damendoppel  | Pia Zebadiah Rizki Amelia Pradipta      | Lee Se-rang Yoo Hyun-young                            | Ng Hui Ern Ng Hui Lin                |
| Damendoppel  | Pia Zebadiah Rizki Amelia Pradipta      | Lee Se-rang Yoo Hyun-young                            | Amelia Alicia Anscelly Soong Fie Cho |
| Mixed        | Lee Jae-jin Yoo Hyun-young              | Tri Kusuma Wardana Variella Aprilsasi Putri Lejarsari | Terry Yeo Zhao Jiang Dellis Yuliana  |
| Mixed        | Lee Jae-jin Yoo Hyun-young              | Tri Kusuma Wardana Variella Aprilsasi Putri Lejarsari | Vasin Nilyoke Chayanit Chaladchalam  |